# Jon S. Baird
Pour les articles homonymes, voir Baird.
Jon S. Baird est un réalisateur et scénariste écossais né le 9 novembre 1972 à Peterhead en Écosse.

## Biographie

### Jeunesse
Jon S. Baird nait le 9 novembre 1972 à Peterhead dans la région d'Aberdeenshire en Écosse. Il étudie à l'université d'Aberdeen dans les années 1990, où il décroche un `master en sciences politiques et relations internationales.

### Carrière
Sa carrière débute comme producteur associé de l'émission télévisée Patrick Kielty... Almost Live!. Il sort ensuite le court métrage It's a Casual Lif en 2003, sur lequel il officie comme réalisateur, producteur et scénariste. En 2005, il produit le film Hooligans de Lexi Alexander. Son premier long métrage comme réalisateur, Cass, sort en 2008. Il y dirige notamment Nonso Anozie.
En 2013, sort le long métrage Ordure !, qu'il a écrit, réalisé et produit. Dans ce film adapté du roman Une ordure d'Irvine Welsh, il dirige notamment James McAvoy. Le film obtient plusieurs prix notamment aux British Independent Film Awards et aux London Film Critics Circle Awards.
En 2014, il réalise plusieurs épisodes de la série Babylon diffusée sur Channel 4 et produite par Danny Boyle. Il est ensuite engagé par HBO pour réaliser un épisode de Vinyl créée par Terence Winter. En 2017, il dirige un épisode de I'm Dying Up Here pour Showtime.
Il revient au cinéma en 2018 avec Stan et Ollie, un film sur Laurel et Hardy, incarnés par Steve Coogan et John C. Reilly. Le film récolte 29 millions de dollars au box-office.
Il reste au cinéma avec le film Tetris (2020). Produit par Matthew Vaughn et distribué par Apple TV+, le film revient sur la vente des droits du jeu vidéo Tetris dans les années 1980. Le tournage a notamment lieu à Glasgow et dans la région natale du réalisateur, Aberdeenshire,.
Il dirige ensuite la mini-série Stonehouse dans laquelle Matthew Macfadyen incarne l'homme politique John Stonehouse.

## Filmographie
Sauf indication contraire, les informations mentionnées dans cette section peuvent être confirmées par la base de données cinématographiques IMDb,  présente dans la section « Liens externes ».

### Cinéma
- 2003 : It's a Casual Lif (court métrage) (réalisateur, producteur et scénariste)
- 2005 : Hooligans (Green Street Hooligans) de Lexi Alexander (uniquement producteur)
- 2008 : Cass (réalisateur et producteur)
- 2013 : Ordure ! (Filth) (réalisateur, producteur et scénariste)
- 2018 : Stan et Ollie (Stan & Ollie) (réalisateur)
- 2023 : Tetris (réalisateur)
- prochainement : Everything's Going to Be Great (réalisateur)

### Télévision
- 2014 : Babylon (série TV) - 3 épisodes
- 2016 : Vinyl (série TV) - 1 épisode
- 2016 : Feed the Beast (série TV) - 2 épisodes
- 2017 : I'm Dying Up Here (série TV) - 1 épisode
- 2023 : Stonehouse : député, amant et espion (Stonehouse - série TV) - 3 épisodes (réalisation)